# Sommer & Weniger

Ansicht der Steinmetzerei in Hötzelsdorf (1898)

Das Kontor von Sommer & Weniger in Wien gegenüber dem Zentralfriedhof (1898)

Werbung vom Hof-Steinmetzmeister Sommer & Weniger (1908)

Sommer & Weniger war während der österreichisch-ungarischen Monarchie ein führendes Granit- und Syenitwerk, Steinmetzereien und Dampfschleifereien in Hötzelsdorf an der Kaiser-Franz-Josephs-Bahn in Wien.

## Geschichte
Im Jahre 1881 übernahm die Firma Sommer & Weniger ein im Jahre 1869 von der damals bestandenen Aktiengesellschaft für Straßen- und Brückenbau errichtetes Monumentengeschäft. Dieses lag beim Wiener Zentralfriedhof und war vom Umfang eher unbedeutend. Am 24. Februar 1882 wurde das Unternehmen im Wiener Handelsregister eingetragen. Laut Handelsregister war das Unternehmen ab dem 1. Jänner 1882 eine Offene Gesellschaft. Offene Gesellschafter waren Wilhelm Sommer, Erzeuger von Grabmonumenten und Händler mit Grabmonumenten und dazugehörigen Artikeln, und Moriz Weniger. Beide waren in Wien wohnhaft. Jedem stand das Vertretungsrecht und Gesellschaft zu. Die Hauptniederlassung war in Kaiserebersdorf, damals noch eine eigenständige Gemeinde.
Die neuen Besitzer waren vor allem bemüht, das erworbene Etablissement in die Höhe zu bringen, und eröffneten zum Zwecke der Materialgewinnung und für die Selbsterzeugung die großen Marmorsteinbrüche in Unterthumeritz im Waldviertel in Niederösterreich, wo Thumeritzer Marmor gebrochen wurde.
In weiterer Folge schritten sie zur Errichtung einer Arbeitsstätte. Als Ort dafür wurde Hötzelsdorf an der Franz Josefs-Bahn in Niederösterreich gewählt, wo ein mit den neuesten technischen und maschinellen Einrichtungen ausgestattetes Werk erbaut wurde. Die Zahl der dort beschäftigten Arbeiter, welche bei Beginn nur sechs betrug, wurde sukzessive vermehrt und die Arbeiten hierauf in größerem Maße aufgenommen. Der aus den Steinbrüchen gewonnene Marmor, sowie das später in einem neueröffneten Steinbruch in Nonndorf gebrochene Gabbro sowie sächsische und bayerische „Syenite“ (historische Trivialbezeichnung für einige Ganggesteine) und auch die schwedische und norwegische Gesteine wurden zur Erzeugung zahlreicher Objekte verarbeitet.
Da durch den Import dieser kostspieligen Steine viel österreichisches Kapital ins Ausland gebracht werden musste, bemühte sich die Firma, ein gleichwertiges Material im Inland zu beschaffen. Nach langem Suchen und vielen Proben gelang es ihr solche Steine zu finden, die die schwedischen und norwegischen Steine ersetzte und sogar übertraf. Es wurde in den eigenen Brüchen der Firma in Meeden im Böhmerwald gewonnen. Von dort stammt auch das seltene Gestein Augitdiorit, was auch das sehenswerteste Ausstellungsobjekt der Firma in der Jubiläumsausstellung war.
Am 9. Juni 1892 wurde eine Zweigniederlassung im königlichen Handels- und Wechselgericht in Budapest eingetragen. Diese hielt sich jedoch nicht lange, am 7. September 1897 wurde diese Niederlassung aus dem Handelsregister gelöscht.
Sommer & Weniger spezialisierte sich auf die Herstellung kompletter Grüfte, Gruftbelege und Monumentalarbeiten. Der verwendete Stein war eine Spezialität, ein tiefschwarzer schwedischer Gabbro (“Schwarz-Schwedisch”) und tiefdunkle Magmatite aus Steinbrüchen im Eigenbesitz. Die Werkstätten waren mit Dampfkraft fabriksmäßig angelegt, dadurch konnte zu günstigen Preisen produzieren werden. Weiters gab es ein eigenes Bildhauer-Atelier in Laas in Tirol. Es bot künstlerische Ausführungen von Bildhauern und Architekturarbeiten, Figuren, Büsten, Reliefs, Emblemen, Wappen usw. in Marmor und echter Bronze. 1898 arbeiteten in den Werkstätten bereits über 100 Angestellte, mehr als 20.000 Monumente wurden hergestellt. Laut Eigenwerbung um 1910 war Sommer & Weniger das erste und größte "Etablissement für Gruft- und Grabmonumente" beim Zentralfriedhof. Auf ihrem Lagerplatz in Wien hielten sie 1.000–1.500 Monumente für die Kundschaft vorrätig.
Die Solidität des Hauses Sommer & Weniger wurde auch allgemein anerkannt, und sein guter Ruf war in die höchsten und auch in die bürgerlichen Kreise der ganzen Monarchie und des Auslandes gedrungen. Um 1898 hatte das Unternehmen bereits auf fünf Weltausstellungen Medaillen erworben sowie das Ehrendiplom der Wiener Ausstellung erhalten. 1898 schließlich erhielt es die Berechtigung, den kaiserlichen Adler in Siegel und Schild führen zu dürfen.
1905 wurde Ludwig Sommer Teilinhaber. Am 26. Juni 1906 wurde Moriz Weniger als offener Gesellschafter nach seinem Ausscheiden aus dem Unternehmen aus dem Handelsregister gelöscht.
Nach dem Tod von Wilhelm Sommer wurde am 7. Jänner 1908 Ludwig Sommer Inhaber der Firma. Seine Nachfolgerin nach seinem Tod wurde am 28. März 1933 Gisela Sommer. Sie wurde kurzzeitig als Vertretungsbefugte von Dr. Herbert Raudorf vom 27. Juni 1933 bis zum 29. Mai 1934 abgelöst.
Der Erste Weltkrieg, der Zusammenbruch der Monarchie, die Weltwirtschaftskrise und der Zweite Weltkrieg brachten dem Unternehmen schwere Zeiten. Das Unternehmen schloss und wurde am 10. Juni 1978 aus dem Handelsregister gelöscht.

## Kontor

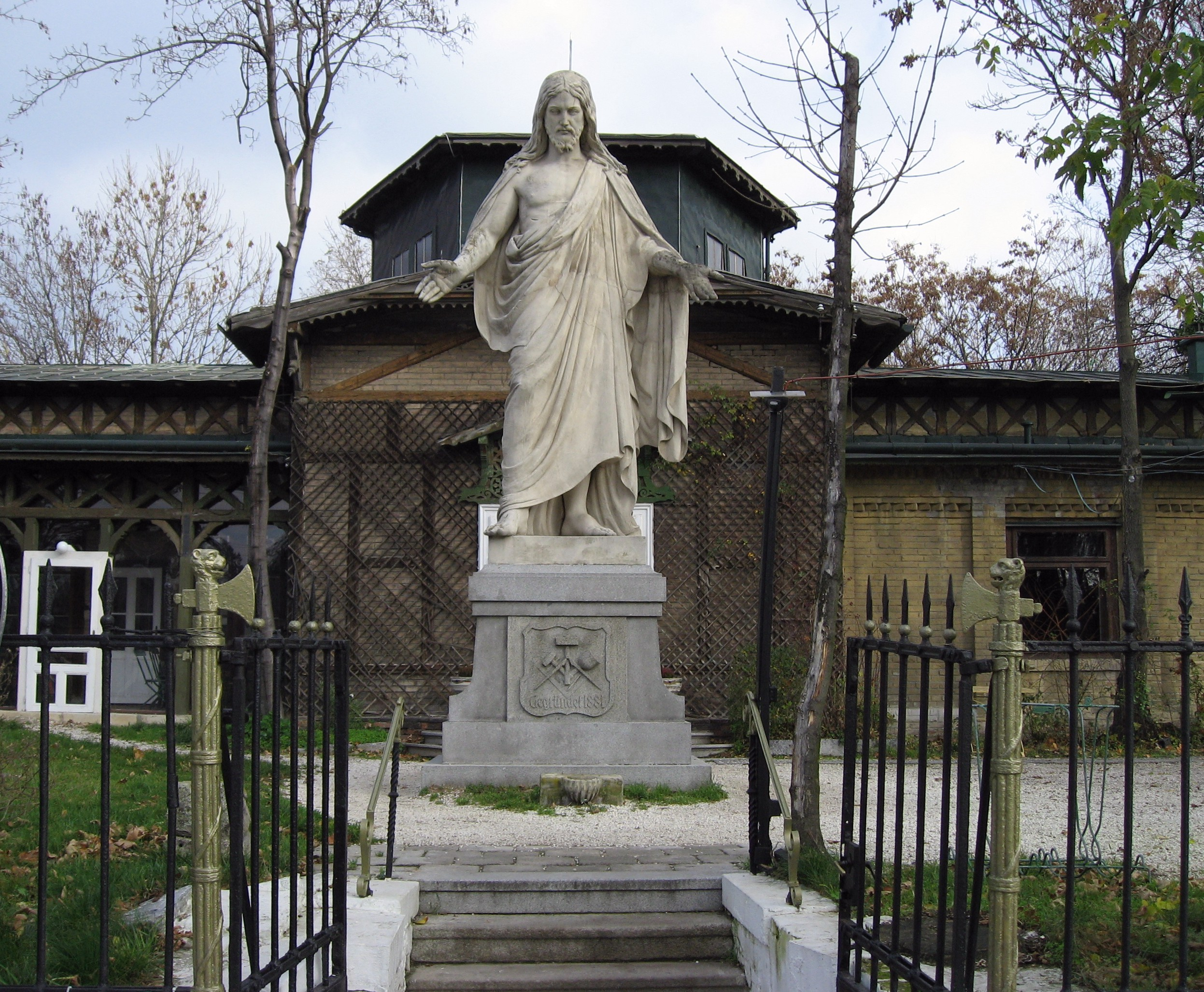
Das ehemalige Kontor von Sommer & Weniger in Wien gegenüber dem Zentralfriedhof

Das Kontor von Sommer & Weniger am Wiener Zentralfriedhof gegenüber dem 1. Tor an der Simmeringer Hauptstraße 283 wurde 1900 von Hans Richter erbaut und später durch Friedrich Falkner instand gesetzt. Es ist ein flach gedeckter Backsteinbau mit Holzelementen und einer Säulenhalle. Im Inneren befindet sich eine blau-weiße Glaskuppel, der Boden ist aus Holz und die Decke und Wände sind mit Stuck geschmückt. Im Vorgarten mit klassizistischen Eisengitterstäben steht eine überlebensgroße Steinfigur des Christus, von Bertel Thorvaldsen nachempfunden, Muster von Grabmälern umgaben früher die Figur. Heute befindet sich im ehemaligen Haus der Gastronomiebetrieb „Schloss Concordia“. Das Unternehmen hatte zusätzlich einen Schauraum am Kolowratring 9 (heute Schubertring) im 1. Bezirk.

## Auswahl an Werken
Anbei ist eine kleine Auswahl von Grabmälern am Wiener Zentralfriedhof, die von Sommer & Weniger ausgeführt wurden:
- Gruppe 0, Reihe 1, Nr. 63 – Ehrengrabmal von Franz Haydinger, Wiener Bibliograph (* 21. September 1797 in Wien; † 15. Jänner 1876 ebenda), am 23. März 1912 beigesetzt
- Gruppe 32 A, Nr. 16 – Grabmal von Josef Lanner, Komponist, Schöpfer des Wiener Walzers, (* 12. April 1801; † 14. April 1843)[7]

- Gruppe 0, Nr. 29 – Karl Baron Thiery, Reichsfreiherr de Vaux, Feldzeugmeister, († 1820)
- Gruppe 0, Nr. 33 – Paul Freiherr von Wernhardt, General (1776–1846)
- Gruppe 0, Nr. 61 – Johann Gänsbacher, Domkapellmeister (1778–1844)
- Gruppe 14 A, Nr. 15 – Ludwig Rotter, Organist und Komponist (* 1810 in Wien; † 5. April 1895 ebenda)
- Gruftreihe 17 b, Reihe G 1, Nr. 5 – Grabmal des Steinmetzmeisters Wilhelm Sommer und der Familie (Hohe Stele mit Bronzerelief – Rundmedaillon, Porträtkopf)
- Gruftreihe 17 f, Reihe 1, Nr. 5 – Grabmal Familie Dorn (Bronzemadonnenrelief)
- Gruppe 56 d, Reihe 1, Nr. G 2 (Eckgruft) – Grabmal Familie Setzer (Frauengestalt, zu einem Marmor-Porträtrelief emporblickend)
- Gruppe 46 b, Nr. 1 15/16 – Grabmal Zimmermann (Pyramidenstumpf, Urne; Hochrelief: Opferszene, Frau gießt aus Schale Flüssigkeit in Flamme; daneben Kranich)
- Gruppe 71 b, Nr. 2 (Eckgruft) – Grabmal Gustav und Irma Türk (Marmor-Porträtkopf von Theodor Khuen, Stein vom Sommer & Weniger)[8][9]

Weitere Gräber außerhalb Wiens sind:
- In Stetteldorf am Wagram ist auf dem etwa 1916 entstandenen Grabmal der Familie Schachenhuber ein Christus zu sehen, der der von Bertel Thorvaldsen um 1820 geschaffenen Christusfigur nachempfunden wurde.
- In Baden bei Wien ist etwa Anfang des 20. Jahrhunderts das Grabmal der Familie Hübsch mit einer trauernden Figur aus Marmor entstanden.[10]